# Head-Smashed-In Buffalo Jump
Head-Smashed-In Buffalo Jump (på dansk: "Smadret-hoved bison-styrt") er et område ved foden af Rocky Mountains i det sydlige Alberta i Canada, hvor de oprindelige folk på prærien dræbte bisoner ved at drive dem ud over en cirka 10 m høj klippe. Området er et kulturelt mindesmærke og blev i 1981 optaget på UNESCOs verdensarvsliste. Området blev udpeget som bevaringsværdigt i 1955 på initiativ af piikani-indianeren Joe Crowshoe Sr. (1903-1999), der som agtet person i sin stamme med navnet Aapohsoy’yiis (Væselhale) brugte det meste af sit liv på at bevare oprindelige folks kultur.

## Etymologi
Blackfoot-navnet for stedet er "Estipah-skikikini-kots", som har samme betydning som det engelske navn. Ifølge en legende stammer navnet fra en situation under en bisonjagt, hvor en ung mand ville prøve at opleve faldet nedefra. Han stillede sig helt ind til klippen som bag et vandfald. Det viste sig, at jagten var usædvanlig god den dag, så dyrene hobede sig op, så den unge mand til sidst blev fanget, og da hans stammefrænder fik kroppene væk, fandt de den unge mand med hovedet smadret ("head smashed in").

## Historie

### Bisonstyrtet
Stedet, hvor bisoner blev drevet ud over klippen, blev af flere forskellige oprindelige folk anvendt til dette formål i 5.500 år.
Blackfoot-folket fik kontrol over bisonstyrtet hen mod midten af 1700-tallet efter at have enten fordrevet eller erstattet shoshoner og kootenaier fra denne del af prærien.:Map 1  Inden den relativt sene indførelse af hesten drev blackfoot-indianerne bisonerne fra et græsningsområde i Porcupine Hills omkring 3 km vest for klippen til "banerne" markeret med varder ved at klæde sig ud som ulve og prærieulve. Rollen som "bisonløbere" gik til unge mænd, der var oplært i at forstå dyrenes opførsel, så de kunne tvinge dem ind i banerne. Når de først var der, ville bisonerne i fuld galop nå klippen og styrte ned på grund af den bagfra kommende flok, og herved ville de typisk brække benene og blive ude af stand til at komme videre. Nu kom en anden gruppe blackfoot-indianere, der dræbte de kvæstede dyr med spyd og køller, og de døde dyr blev slæbt til en nærtliggende lejr. Lejrens placering var ideel i forhold til bearbejdning af de døde kroppe med blandt andet tilstrækkeligt med vand. De første par tusinde år parterede jægerne muligvis bisonerne, hvor de landede for foden af klippen.:31 

### Lejren
Området mest konstant brugt af indianerne til både lejrplads og forarbejdning af byttet ligger nedenfor klippen og omkring 300 meter sydøst for faldstedet.:10  Pladsen dækker et areal på ca. 500.000 m2.:3  Indianerne begyndte først for alvor at tage dette område i brug, efter at bisonstyrtet havde været anvendt i nogle tusinde år.:31 

#### Tonsvis af medbragte sten
På pladsen findes tonsvis af mindre, varme-sprængte sten,:67  som indianerne havde indsamlet to til fire kilometer borte i hel tilstand og bragt med til lejren. De lokale sandsten er porøse og uegnet til det formål, indianerne skulle bruge sten til.:68  Ved at opvarme de medbragte og bastante sten i et bål og flytte dem over i skindforede, gravede huller fyldt med vand, fik folkene vandet i kog.:41  Kødet båret ind i lejren blev kogt i disse kogehuller sammen med bisonens marvholdige knogler. Fedtet og marven samlede sig øverst på vandet, hvor lejrfolket skrabte det op til brug i fremstillingen af pemmikan.:295 

#### Anvendelsen af byttet
Bisonerne blev anvendt til flere formål som føde, redskaber lavet af knogler samt klæder og beklædning af hytterne lavet af huderne. Efter en sådan succesfuld jagt havde stammens medlemmer mulighed for at slappe af i en periode og foretage sig åndelige og kunstneriske forehavender, hvilket var med til at forøge den kulturelle kompleksitet i samfundet.
For omkring 2000 år siden begyndte indianerne som noget nyt at udnytte kødet og knoglerne på de hundredvis af bisoner dræbt i et styrt næsten maksimalt (hel partering). En antagelse er, at byttet ikke mere kun var til lejrens eget brug. Denne indgik i et spirende handelsnetværk, hvor lejrens overskud af pemmikan samt andre produkter af jagten blev byttet til måske tobak samt eksotiske bær/frugter/rødder indsamlet af indfødte i varmere egne af Nordamerika.:299 

### Nyere tid
Brugen af Head-Smashed-In blev opgivet i 1800-tallet, efter at europæerne for alvor bredte sig. Stedet blev første gang beskrevet af europæere så sent som i 1880'erne, og udgravninger på stedet blev indledt i 1938. Stedet blev udnævnt til nationalt historisk minde i 1968, historisk minde for provinsen i 1979, inden det to år senere blev udpeget som verdensarv for sit vidnesbyrd om det forhistoriske liv og de oprindelige folks skikke.

## Turistattraktion
I 1987 åbnede et oplevelsescenter ved Heads-Smashed-In opført ind i sandstensklippen, så det falder naturligt ind i omgivelserne. Arkitektfirmaet bag modtog Governor General's Awards inden for arkitektur i form af en guldmedalje for centeret. Det består af fem niveauer, der har fokus på økologi, mytologi, livsstil og teknologi blandt blackfoot-indianerne ud fra den de arkæologiske fund og præsenteret både ud fra de oprindelige folks liv og den europæiske videnskab.
Man kan gå rundt i området og blandt andet se selve klippen, hvorfra faldet fandt sted, og banen, som bisonerne blev tvunget ind gennem. Der findes også en hytte opført til minde om Joe Crowshoe Sr. samt andre oplevelser relateret til de oprindelige folk.